# John Henry Taylor

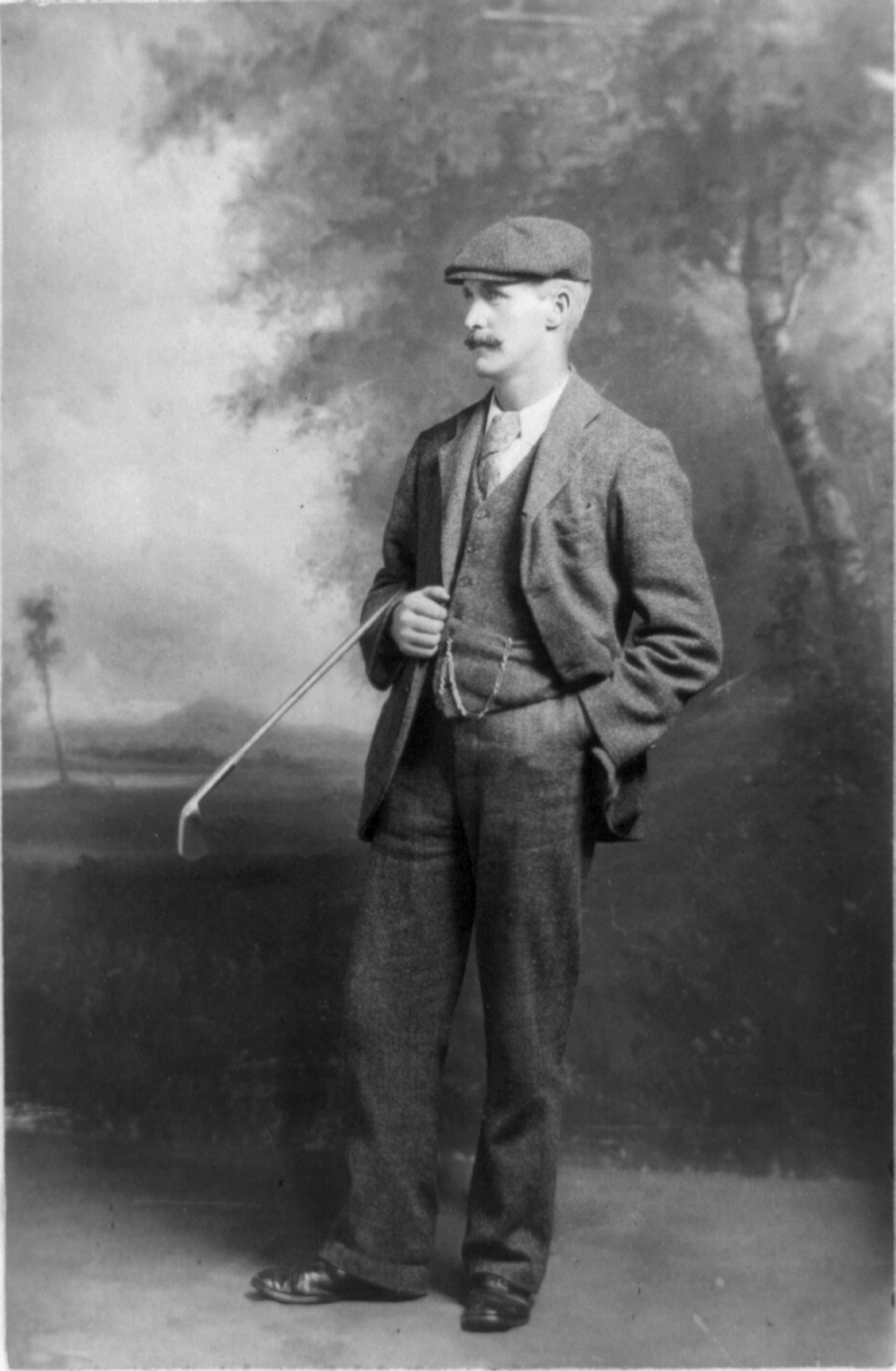
John Henry Taylor (1913 of later)

John Henry Taylor (Northam, 19 maart 1871 – aldaar, 10 februari 1963) staat bekend als Engelse golfbaanarchitect en golfer, die vijfmaal het Brits Open heeft gewonnen.
Taylor was ook winnend captain van het Ryder Cup team in 1933.

## Overwinningen
Taylor was vijfmaal winnaar van het Brits Open: 1894, 1895, 1900, 1909 en 1913.
Andere overwinningen
- 1904: News of the World Match Play
- 1908: Open de France op de Golf de la Boulie, News of the World Match Play
- 1909: Open de France op de Golf de la Boulie
- 1912: Duits Open

## Architect
In Engeland ontwierp Taylor een aantal banen voordat hij in 1922 ging samenwerken met Fred G. Hawtree, met wie hij samen ook een aantal banen ontwierp.